# Asty
Asty (ἄστυ, ásty? /'as·ty/) es el término utilizado por los antiguos griegos para designar la parte de la ciudad (polis) donde están agrupados los cultos cívicos y las instancias políticas. En otros términos, se trata de la villa principal del territorio de la ciudad.
La chora designa, en cambio, la zona periférica que la rodea. Es, a menudo, una zona rural que puede estar, sin embargo, compuesta de pequeños pueblos (que no tiene el estatuto de ciudad) y de santuarios importantes para los ciudadanos.
El asty agrupa, en la división geográfica del Ática, diez tritías que comprenden la villa intramuros de Atenas, los Muros Largos, el Pireo y las zonas circundantes.
La chora agrupa las diez tritías de la zona costera (Paralia) y las diez tritías de la zona interior (Mesogea).
- Datos: Q1750414